# Nytjärnarna (Offerdals socken, Jämtland, 706055-142270)
Nytjärnarna är en sjö i Krokoms kommun i Jämtland och ingår i Indalsälvens huvudavrinningsområde.